# Makušinskij rajon
Il Makušinskij rajon (in russo Макушинский район?) è un rajon dell'Oblast' di Kurgan, nel Bassopiano della Siberia occidentale.